# Filipijnse blauwrug
De Filipijnse blauwrug (Irena cyanogastra) is een opvallend gekleurde, middelgrote zangvogel die alleen voorkomt in de Filipijnen. Samen met de palawanblauwrug en de  Indische blauwrug vormt deze soort het geslacht Irena en de familie Irena's. De drie soorten hebben, zoals de naam al aangeeft, een blauwe rug.

## Kenmerken
De Filipijnse blauwrug is een middelgrote zangvogel van 23 tot 27 centimeter lang. De soort lijkt enigszins op een Drongo, maar die zijn wat dunner en hebben een gevorkte en gekromde staart. De Filipijnse blauwrug is blauwachtig tot paarsachtig zwart en heeft een kobaltblauwe rug en staart.

## Ondersoorten, verspreiding en leefgebied
De Filipijnse blauwrug komt voor in de tropische bossen van het laagland en middengebergte van de Filipijnen op Luzon, Dinagat, Mindanao en in het oosten van de Visayas. Op elk van deze locaties komt een andere ondersoort voor. Deze vier ondersoorten zijn:
- I. c. cyanogastra: Luzon, Polillo en Catanduanes.
- I. c. ellae: Bohol, Leyte en Samar.
- I. c. hoogstraali: Mindanao en Dinagat.
- I. c. melanochlamys: Basilan.

De soort leeft alleen of in paartjes en soms ook in grotere groepen en is veel te vinden in de buurt van fruitbomen.

## Status
De grootte van de populatie is niet gekwantificeerd. Er is aanleiding te veronderstellen dat de soort in aantal achteruit gaat door ontbossing. Daarom staat de Filipijnse blauwrug als gevoelig op de Rode Lijst van de IUCN.